# Чёрно-красные кардиналы
Чёрно-красные кардиналы (лат.  Periporphyrus) — род птиц из семейства кардиналовых (Cardinalidae), представители рода распространены в Мексике и Южной Америке. Родовое название сочетает в себе др.-греч. περι – «чрезвычайно» и др.-греч. πορφυρεος – «розовый».
Представители рода достигают длины от 20 до 22 см, голова и толстый клюв чёрного цвета. Выражен половой диморфизм в окраске оперения. Самцы карминного или тёмно-красного цвета, а окраска оперения самок с различными оттенками зелёного и жёлтого цветов.
В состав рода включают два вида:
| Изображение | Научное название           | Русское название       | Распространение                                           |
| ----------- | -------------------------- | ---------------------- | --------------------------------------------------------- |
|             | Periporphyrus celaeno      | Ошейниковый кардинал   | северо-восток Мексики                                     |
|             | Periporphyrus erythromelas | Чёрно-красный кардинал | Бразилия, Французская Гвиана, Гайана, Суринам и Венесуэла |